# Pedioplanis haackei
Pedioplanis haackei — вид ящірок родини ящіркових (Lacertidae). Ендемік Анголи. Вид названий на честь південноафриканського герпетолога Вульфа Дітріха Хааке.

## Поширення і екологія
Pedioplanis haackei мешкають в провінції Намібе на південному заході Анголи, від озера Акро до гори Еспіньєйра. Вони живуть на піщаних рівнинах, порослих невисокою травою і колючими чагарниковими заростями Senegalia mellifera, поблизу гранітних скельних виступів. Зустрічаються на висоті від 100 до 600 м над рівнем моря.